# サンプロ (住宅会社)
株式会社サンプロは、長野県塩尻市に本社を置く住宅メーカーである。
主な業務内容は新築住宅の設計・施工、リノベーション、リフォーム、不動産売買、特殊建築。2018年には同県松本市のフットボール専用スタジアムである長野県松本平広域公園総合球技場（サンプロ アルウィン）の命名権を取得している。

## 概要
会社組織上の原点は、1996年に代表取締役の青栁弘昭が設立した、内装仕上げ工事を手掛けるサンプロジェクト。2000年に法人化したサンプロジェクトはリフォーム会社「株式会社サンプロ」となる。
2006年には業務拡張に伴い、リフォーム・新築・不動産取引のサービスを展開。2023年には、長野県内でのリフォーム売上実績が13年連続でナンバーワンとなった。

## 沿革
- 1996年(平成8年)6月 - サンプロジェクト設立
- 2000年(平成12年)1月 - 「株式会社サンプロジェクト」として法人化
- 2002年(平成14年)2月 - 商号を「株式会社サンプロ」へ変更
- 2003年(平成15年)9月 - 建築業許可取得
- 2004年(平成16年)6月 - 「サンプロ設計デザイン事務所」として建築士事務所登録
- 2005年(平成17年)7月 - 新築事業を始動
- 2006年(平成18年)3月 - 宅地建物取引業許可 取得  不動産取引事業を始動
- 2006年(平成18年)10月 - リフォーム・新築・不動産取引のサービスを展開
- 2013年(平成25年)10月 - 「サンプロ不動産株式会社」を分社化
- 2015年(平成27年)5月 - 新築住宅ブランド「LIFIT HOUSE」をスタート
- 2015年(平成27年)8月 - 新築・リフォームのサービスを展開
- 2017年(平成29年)7月 - モデルハウス「グラン・シフ」をオープン
- 2017年(平成29年)9月 - 「信州のくらしをデザインする」をスローガンにリブランディングを実施、企業ミッション・ロゴ・ショールーム・ロードサインなどを刷新
- 2018年(平成30年)6月 - 分譲住宅ブランド「フリクラフト」をスタート
- 2018年(平成30年)10月 - 長野県松本平広域公園総合球技場の施設命名権契約を長野県と締結し、「サンプロ アルウィン」のネーミングライツを取得
- 2020年(令和2年)1月 - モデルハウス「グラン・ミュゼ」をオープン
- 2021年(令和3年)9月 - サンプロソリューション事業部設立
- 2021年(令和3年)12月 - サンプロ不動産株式会社 長野店開設
- 2022年(令和4年)4月 - モデルハウス「グラン・ニュクス」をオープン
- 2022年(令和4年)5月 - 新築住宅ブランド「©️LIFIT HOUSE」をリブランディングし、「LIFIT CREATORS HOUSE©️」へ名称変更
- 2023年(令和5年)1月 - 分譲住宅ブランド「フリクラフト」をリブランディングし、「LIFIT CREATORS HOUSE©️ 分譲住宅」へ名称変更
- 2023年(令和5年)4月 - モデルハウス「グラン・メティス」をオープン
- 2023年(令和5年)9月 - リフォームモデルハウス「紬（つむぎ）」オープン
- 2024年(令和6年)4月 - G3モデルハウス「冷暖革命®７」をオープン

## 主なサービス
新築住宅の設計・施工
- サンプロ建築設計（注文住宅）
- LIFIT CREATORS HOUSE©️（注文住宅）
- LIFIT CREATORS HOUSE©️分譲住宅（分譲住宅）

リフォーム
- サンプロリフォーム
- 冷暖革命（断熱リフォーム）
- 減築リフォーム
- トリカエル

不動産
- サンプロ不動産

特殊建築
- サンプロソリューション事業部

## 受賞歴
- 2020年(令和2年)8月「第14回キッズデザイン賞」子どもたちを産み育てやすいデザイン部門受賞[2]
- 2020年(令和2年)10月「第37回住まいのリフォームコンクール」住宅金融支援機構理事長賞[3]
- 2020年(令和2年)10月「第28回ジェルコリフォームコンテスト」全国特別賞 着実賞[4]
- 2020年(令和2年)12月「第7回トクラスリフォーム選手権」審査員特別賞[5]
- 2021年(令和3年)6月「LIXIL Compe de Lasissa 2020」 ブロック賞[6]
- 2021年(令和3年)7月「全国リフォームアイデアコンテスト2021」優秀賞[7]
- 2022年(令和4年)7月「信毎広告賞」6月話題広告賞[8]
- 2022年(令和4年)3月「TDYリモデルスマイル作品コンテスト2022」優秀賞[9]
- 2022年(令和4年)7月「全国リフォームアイデアコンテスト2022」優秀賞[10]
- 2022年(令和4年)11月「信毎広告賞」10月話題広告賞[11]
- 2022年(令和4年)12月「第9回トクラス選手権」 最優秀賞 / 特別賞 [12]
- 2023年(令和5年)6月「LIXIL Compe de Lasissa 2023」最優秀賞[13]
- 2023年(令和5年)7月「全国リフォームアイデアコンテスト2023」 グランプリ /優秀賞[14]
- 2023年(令和5年)10月「第31回ジェルコリフォームコンテスト」全国特別優秀賞 /内外同時解決賞全国優秀賞 /戸建全国優秀賞 /リビングダイニング[15]
- 2023年(令和5年)12月「信毎広告賞」11月話題広告賞[16]
- 2023年(令和5年)12月「第10回トクラスリフォーム選手権」全国優秀賞[17]
- 2023年(令和5年)12月「TDYリモデルスマイル作品コンテスト2023」　最優秀賞 /優秀賞[18]

## 営業拠点
- 本社 長野県塩尻市広丘吉田662番地9
- 長野支店 長野県長野市西尾張部1116番地2
- 上田支店 長野県上田市上田1360番地1
- 松本支店 長野県松本市村井町南4丁目1番4号
- 伊那支店 長野県伊那市下新田3044番地1